# Roberto Canessa
Roberto Canessa (17 de gener de 1953, Montevideo, Uruguai) és un cardiòleg uruguaià i exjugador de rugbi. És un dels 16 supervivents de l'accident aeri que es va produir a la serralada dels Andes el divendres 13 d'octubre de 1972, i que va sobreviure durant 72 dies a les muntanyes sense connexió amb l'exterior. En aquell temps tenia 19 anys i era estudiant de medicina, i posteriorment va esdevenir cardiòleg.
Va ser el primer dels supervivents de l'accident que va ingerir carn humana i va impulsar als altres companys a fer-ho, també va ser un dels supervivents que va anar a demanar ajuda juntament amb Fernando Parrado.
Aquests dos van travessar unes muntanyes fins a arribar a la població de Los Maitenes deu dies més tard.